# Болеславец
Болесла́вец (пол. Bolesławiec МФА: [bɔlɛˈswavʲɛt͡s]о файле, сил. Bolesławjec, нем. Bunzlau, сил.-нем. Bunzel, лат. Boleslavia) — город в Болеславецком повяте Нижнесилезского воеводства Польши. Имеет статус городской гмины. Независимо от этого город исполняет функцию административного центра сельской гмины Болеславец (однако город не входит в её состав).

## История
16 (28) апреля 1813 года здесь скончался Михаил Илларионович Голенищев-Кутузов. По приказу царя Александра I тело Кутузова было забальзамировано и доставлено в Санкт-Петербург, а оставшиеся после бальзамирования внутренние органы захоронены адъютантом полководца Монтрезором и другими ближайшими сподвижниками Кутузова на кладбище у деревни Тиллендорф, в трёх километрах от Бунцлау.
После освобождения Бунцлау Красной Армией в 1945 году он перешёл к Польше и стал называться Болеславец. Отвоевавшие город военнослужащие Советской Армии положили к подножию монумента Кутузову плиту с текстом:

«Великому патриоту земли русской фельдмаршалу
Михаилу Илларионовичу Голенищеву-Кутузову в день 132-й годовщины его смерти 28 апреля 1945 года.
Среди чужих равнин, ведя на подвиг правый
Суровый строй полков своих,
Ты памятник бессмертный русской славы
На сердце собственном воздвиг.
Но не умолкло сердце полководца,
И в грозный час оно зовёт на бой,
Оно живёт и мужественно бьётся
В сынах Отечества, спасённого тобой!
И ныне, проходя по боевому следу
Твоих знамён, пронёсшихся в дыму,
Знамёна собственной победы
Мы клоним к сердцу твоему!

От воинов Красной Армии, 12 февраля 1945 года вступивших в город Бунцлау».
Тогда же по решению Военного совета 1-го Украинского фронта и стараниями военного коменданта города майора Кравченко на этом старом деревенском кладбище был сооружён Кутузовский мемориал, центром которого стал первый памятник генерал-фельдмаршалу. Рядом с могилой Кутузова захоронены останки 141 советского воина, погибших в боях за освобождение Силезии от фашистов, в том числе 42 Героев Советского Союза. У входа на территорию кладбища установлены фигуры российских солдат — гренадера 1813 года и советского бойца 1945 года.
Легенда о том, что сердце М. И. Голенищева-Кутузова захоронено на чужбине, была опровергнута ещё в 1933 году. 4 сентября 1933 года специальная комиссия во главе с директором Музея истории религии АН СССР произвела вскрытие склепа, в котором был захоронен М. И. Голенищев-Кутузов, на территории Собора Казанской иконы Божьей Матери. По итогам вскрытия был составлен акт, в котором отмечалось, что в цинковом гробу обнаружены человеческие кости с останками материи и «серебряная банка, в которой находится набальзамированное сердце». Таким образом, было официально установлено, что прах М. И. Голенищева-Кутузова вместе с забальзамированным сердцем был погребён по православному обряду в Соборе Казанской иконы Божьей Матери в Санкт-Петербурге.

## Галерея

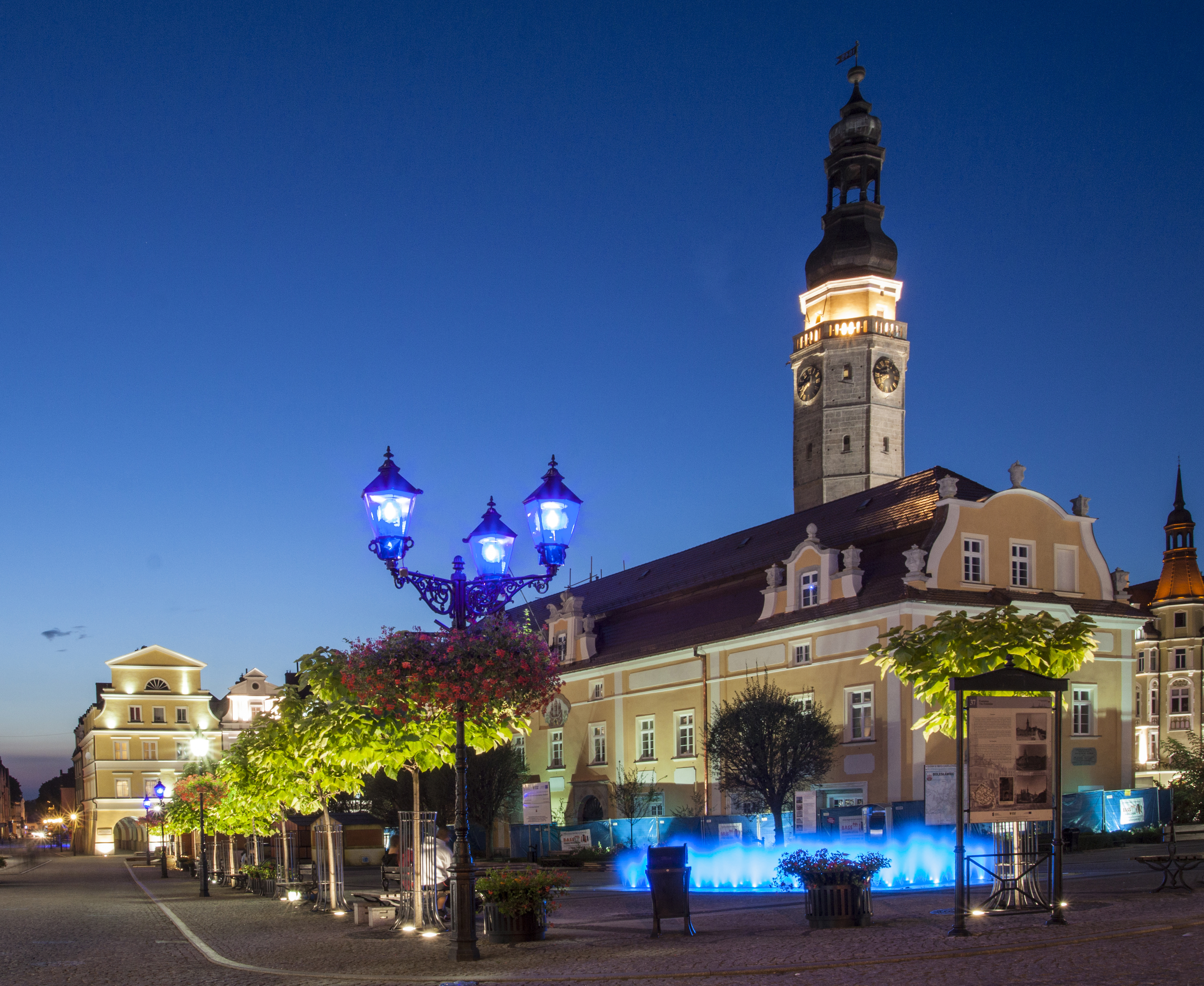
Ратуша
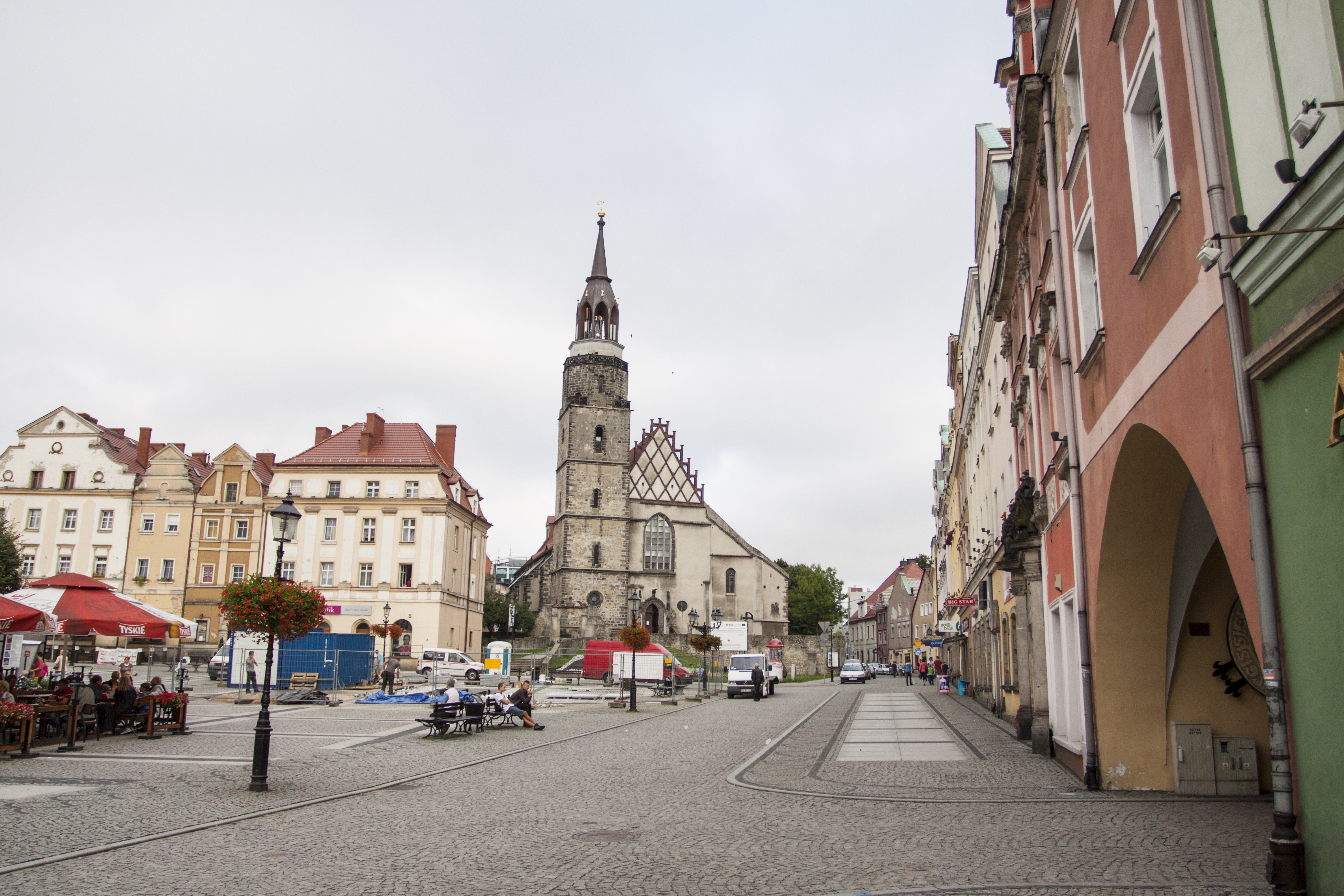
Рыночная площадь
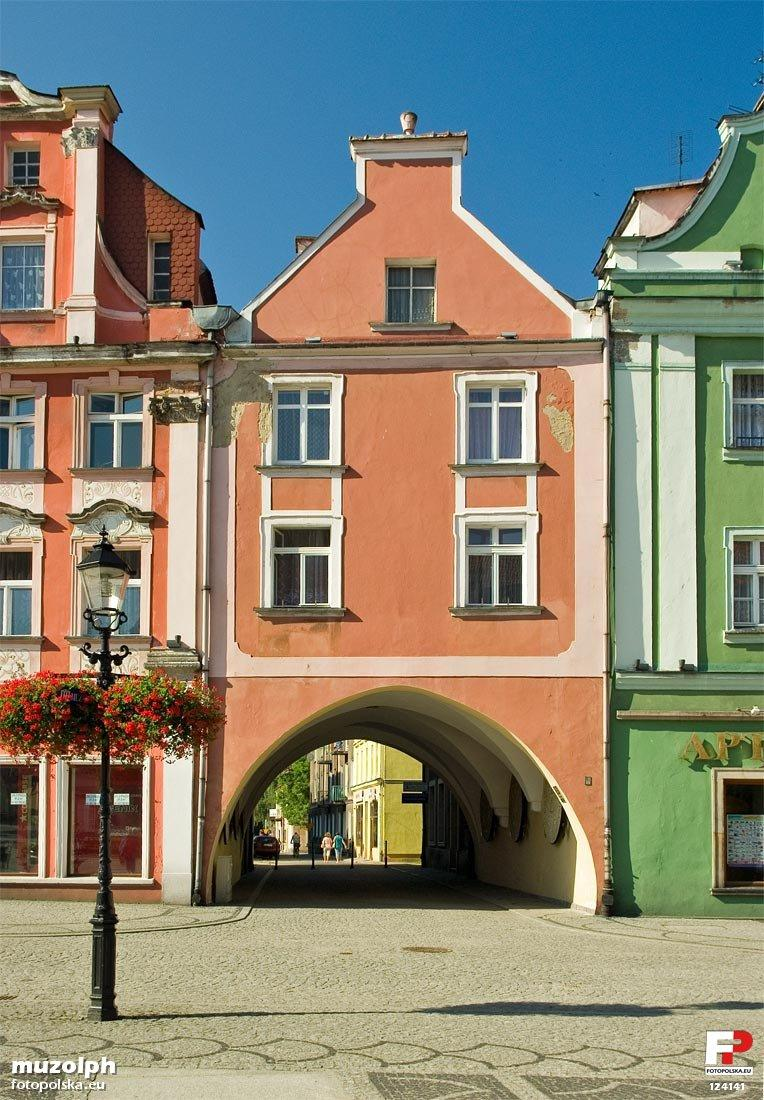
Старинный дом-арка
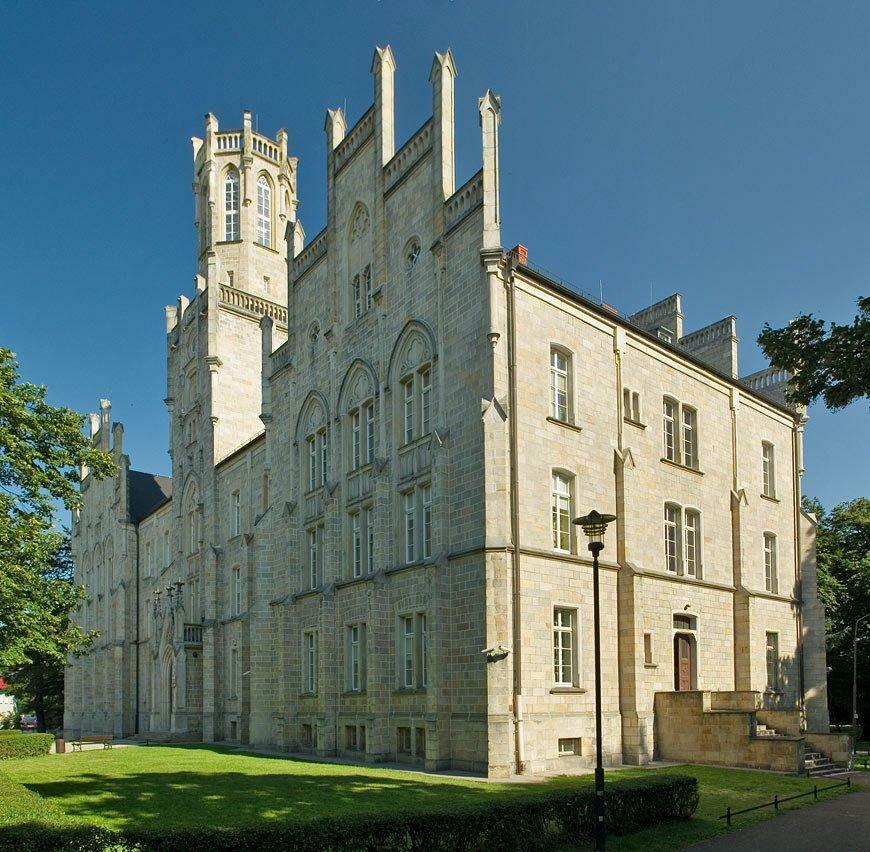
Здание суда
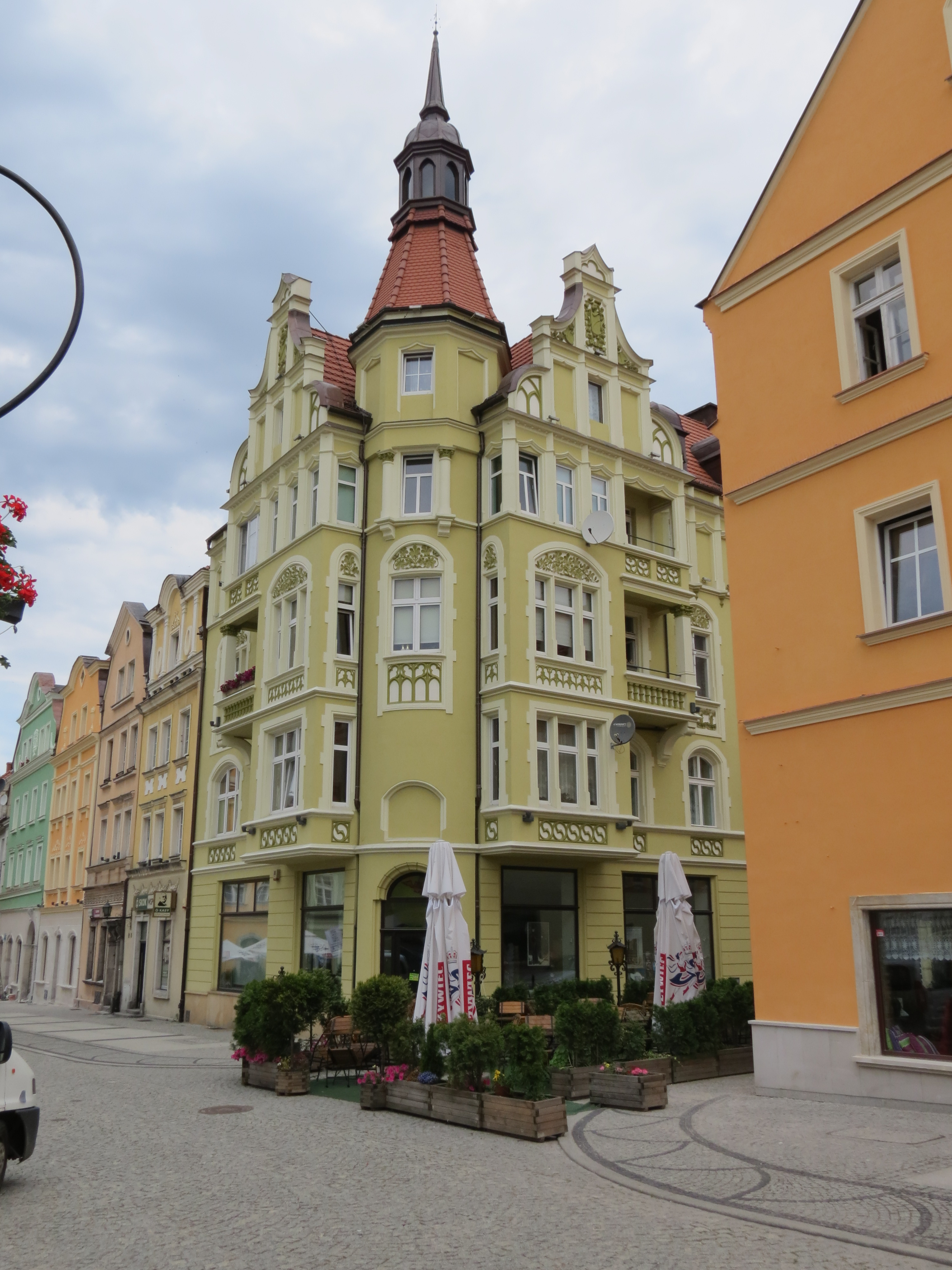
Зелёный, в настоящее время жилой дом
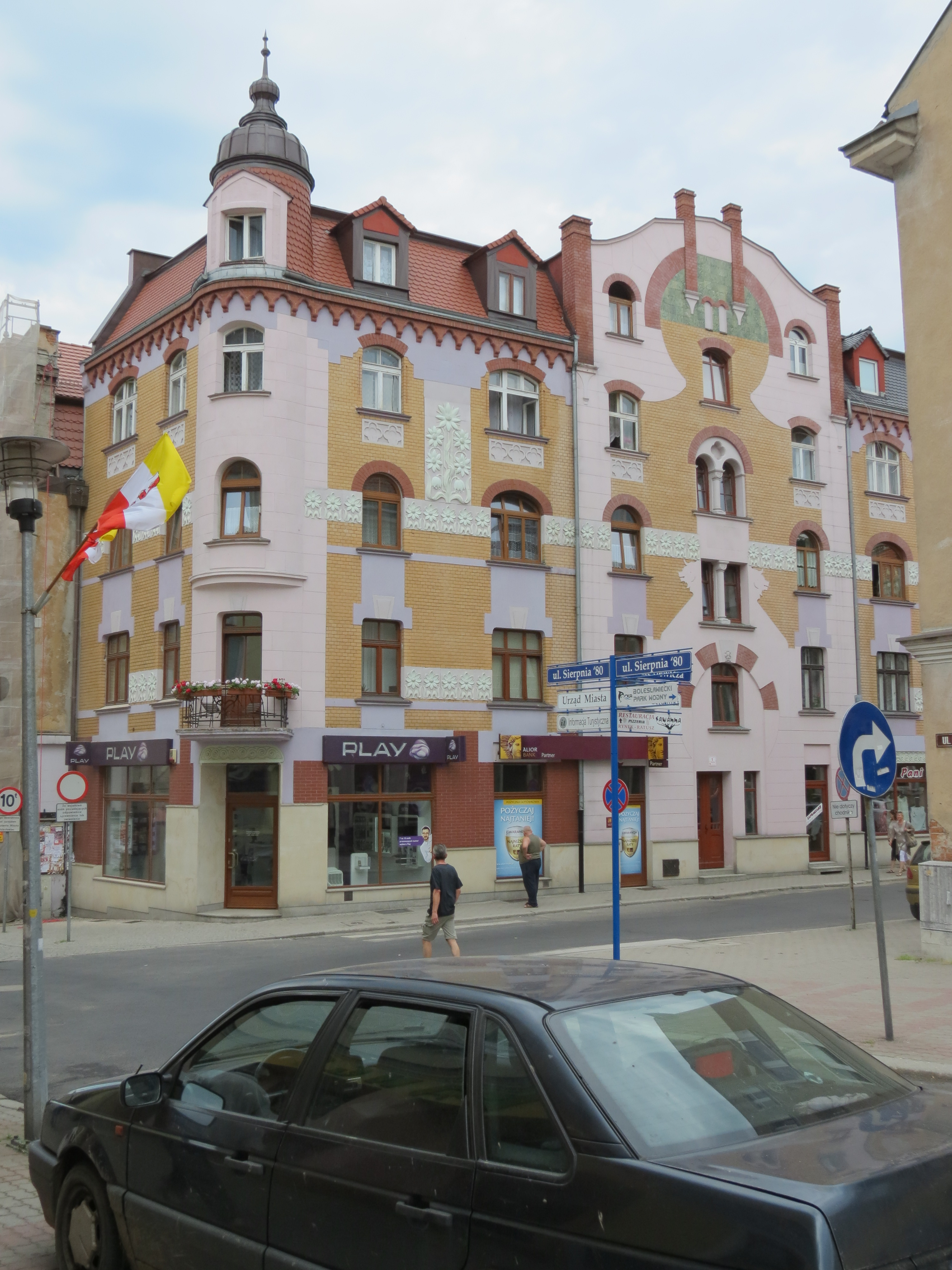
Красивый старинный дом
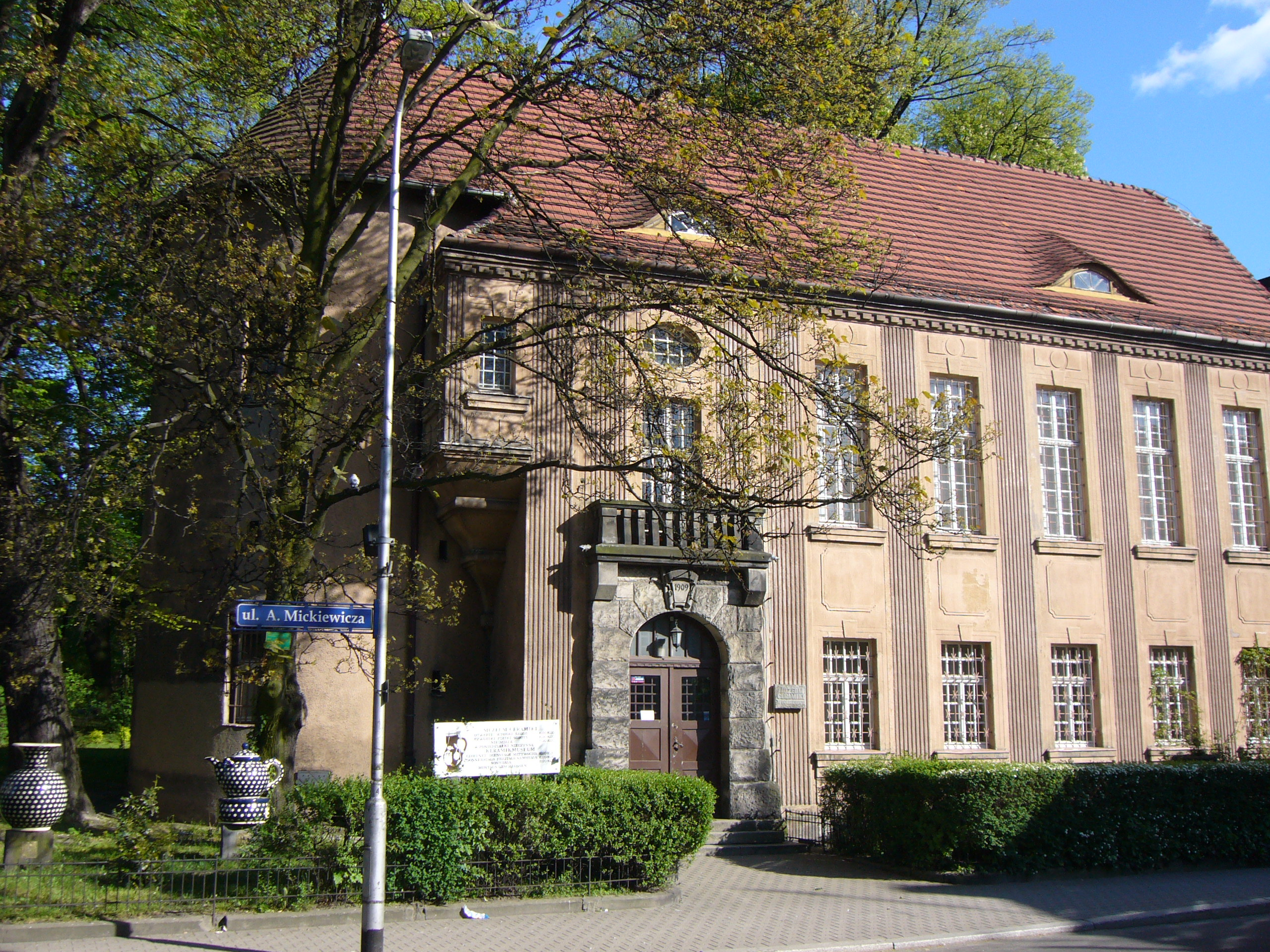
Музей керамики
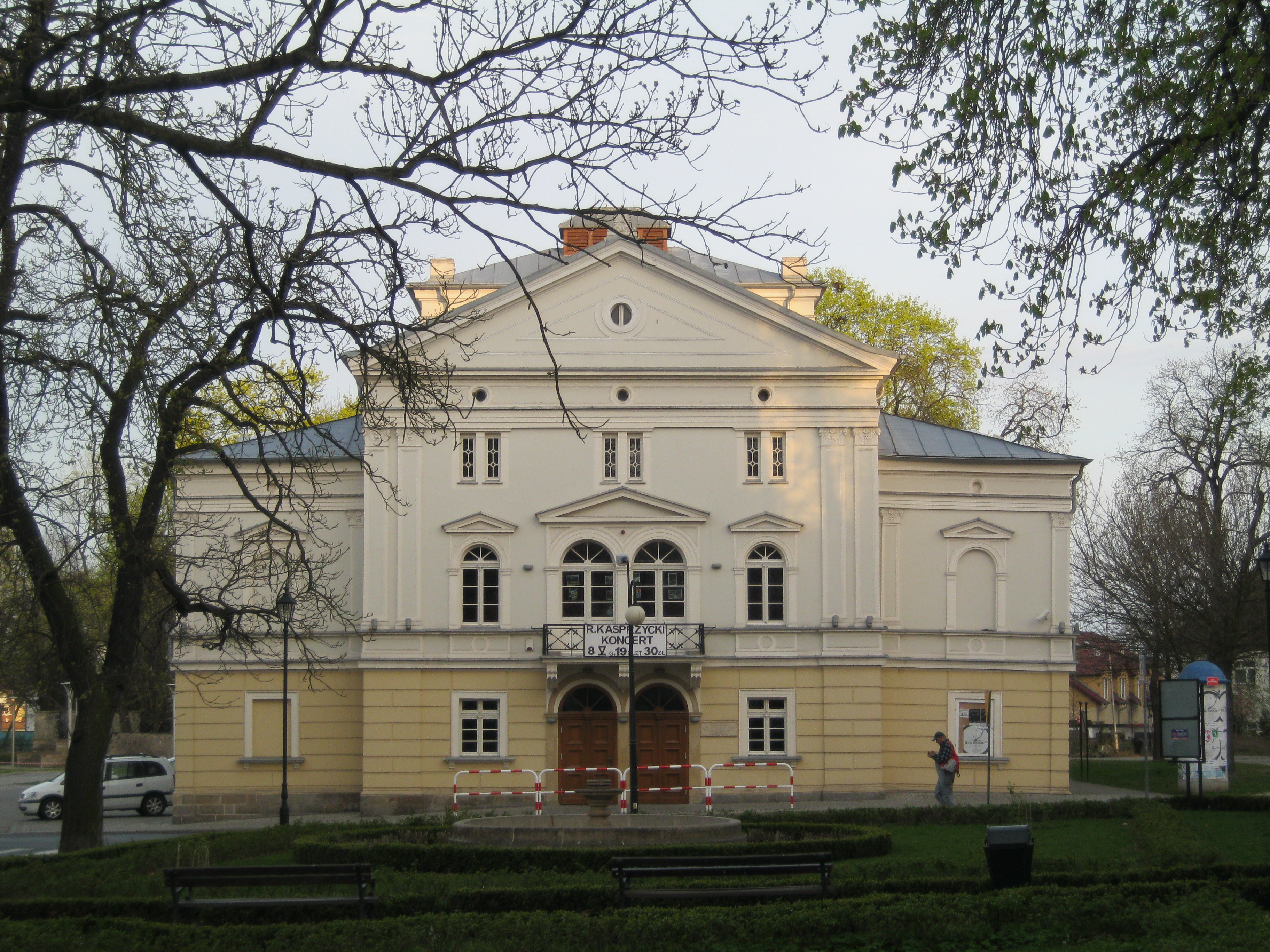
Старый театр
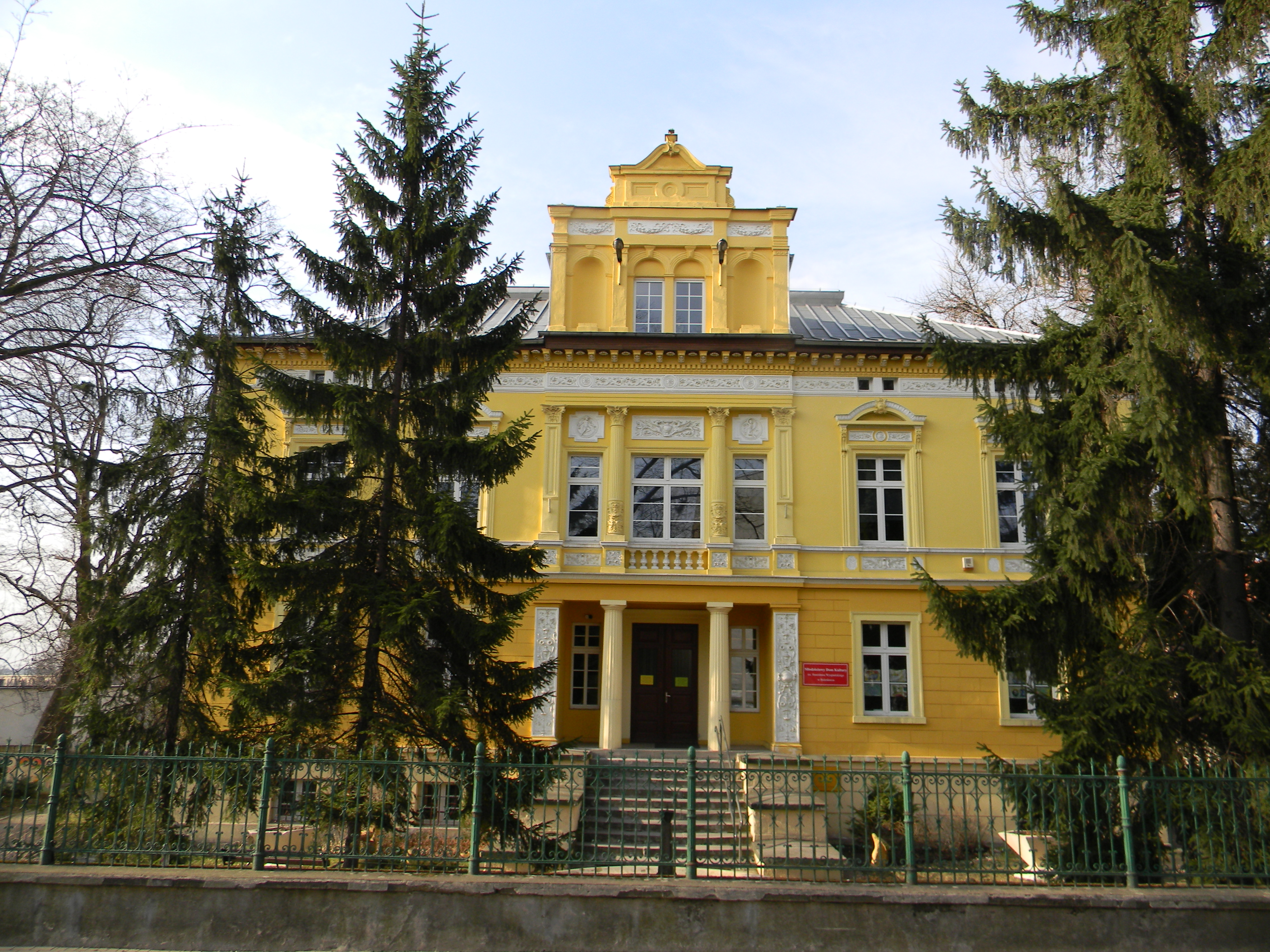
Старинный особняк
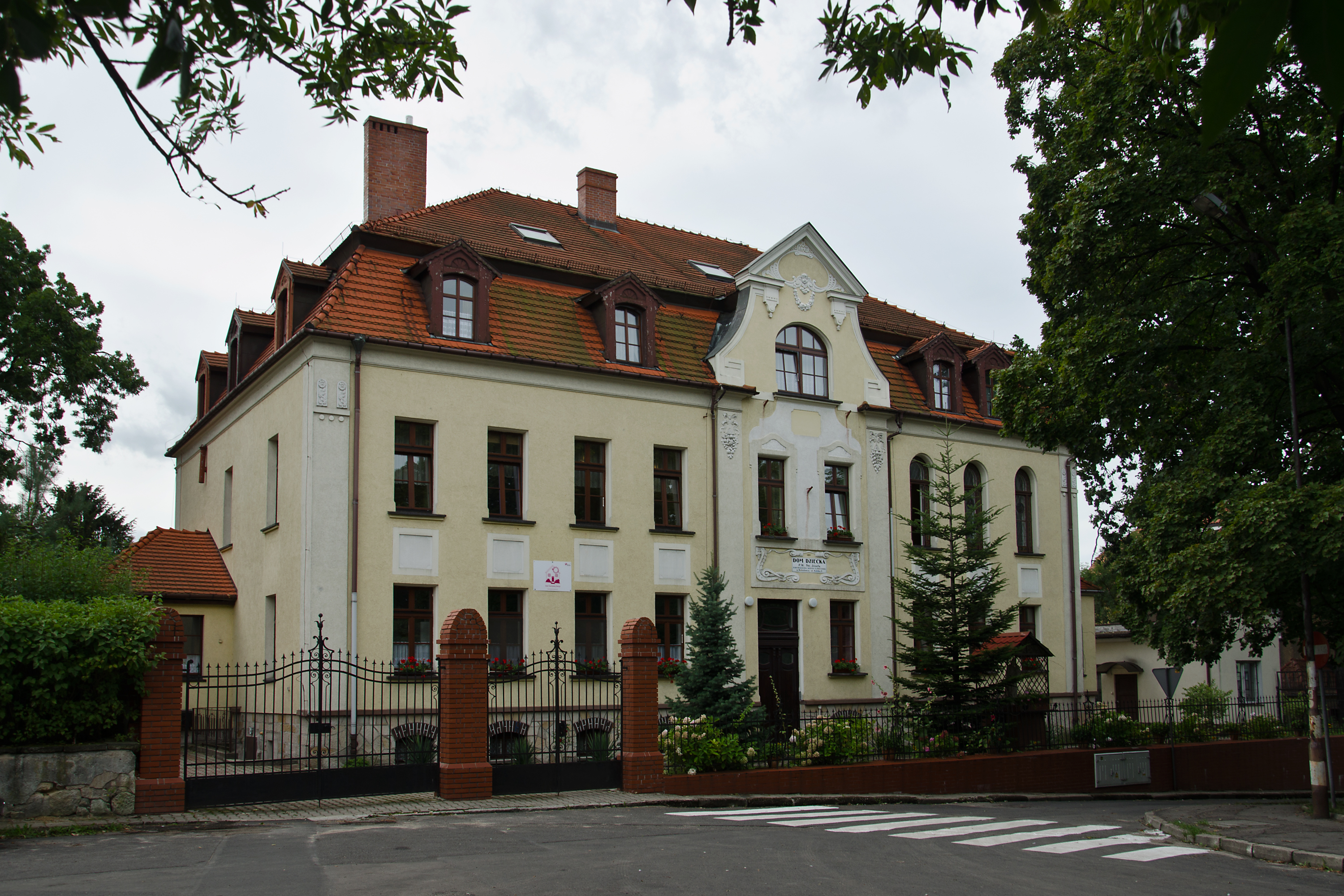
Старинный особняк
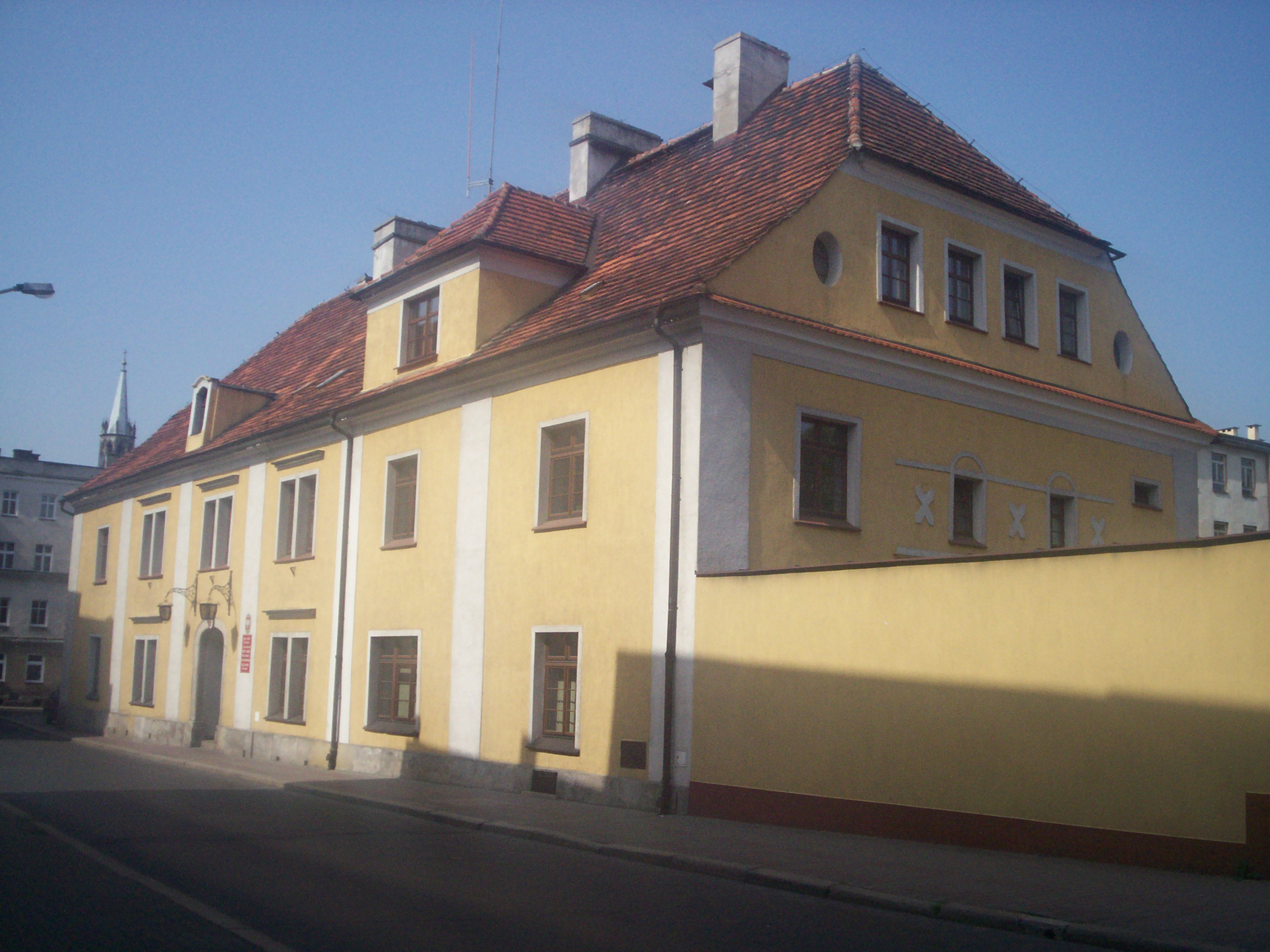
Подворье Доминиканского ордена
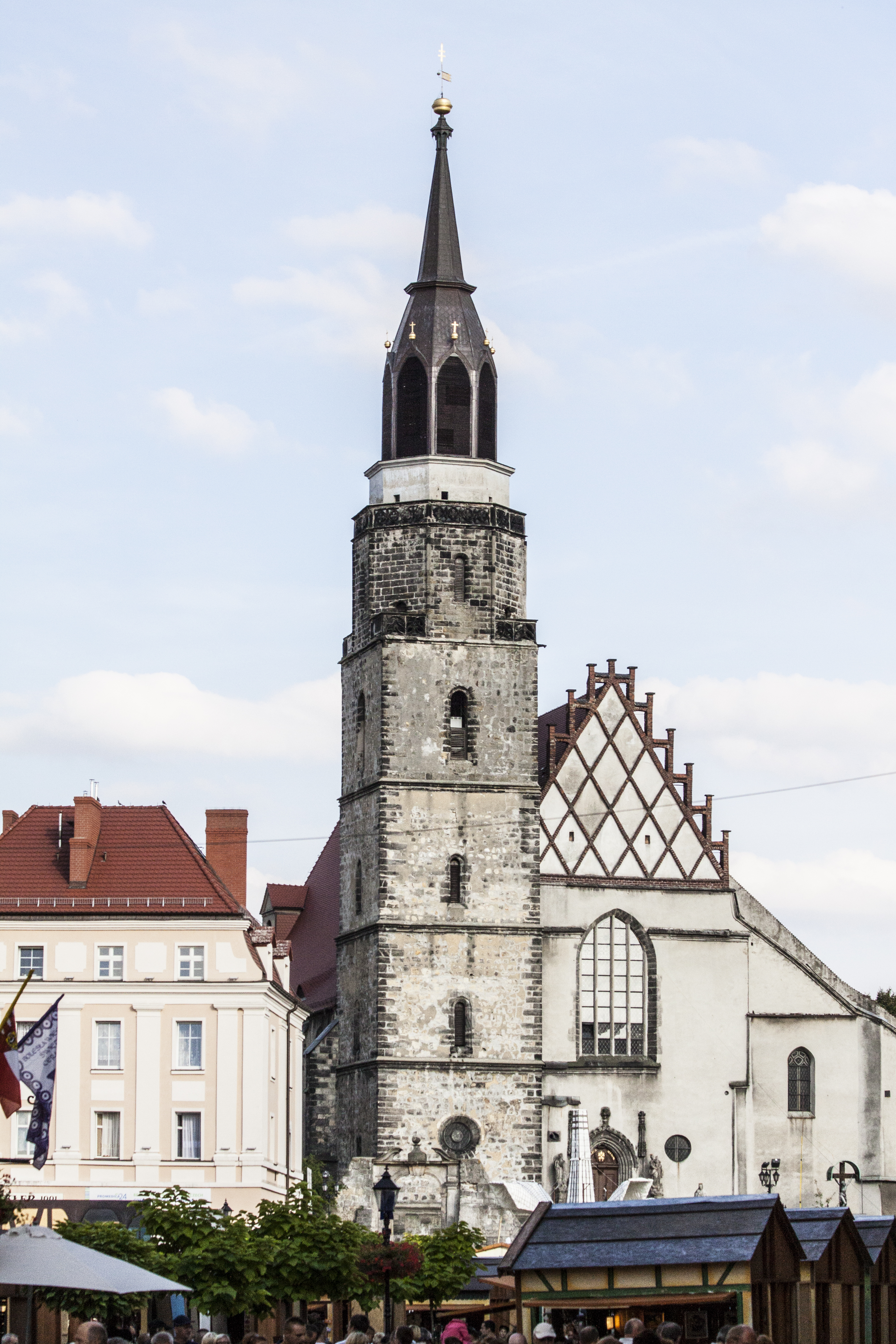
Церковь Успения
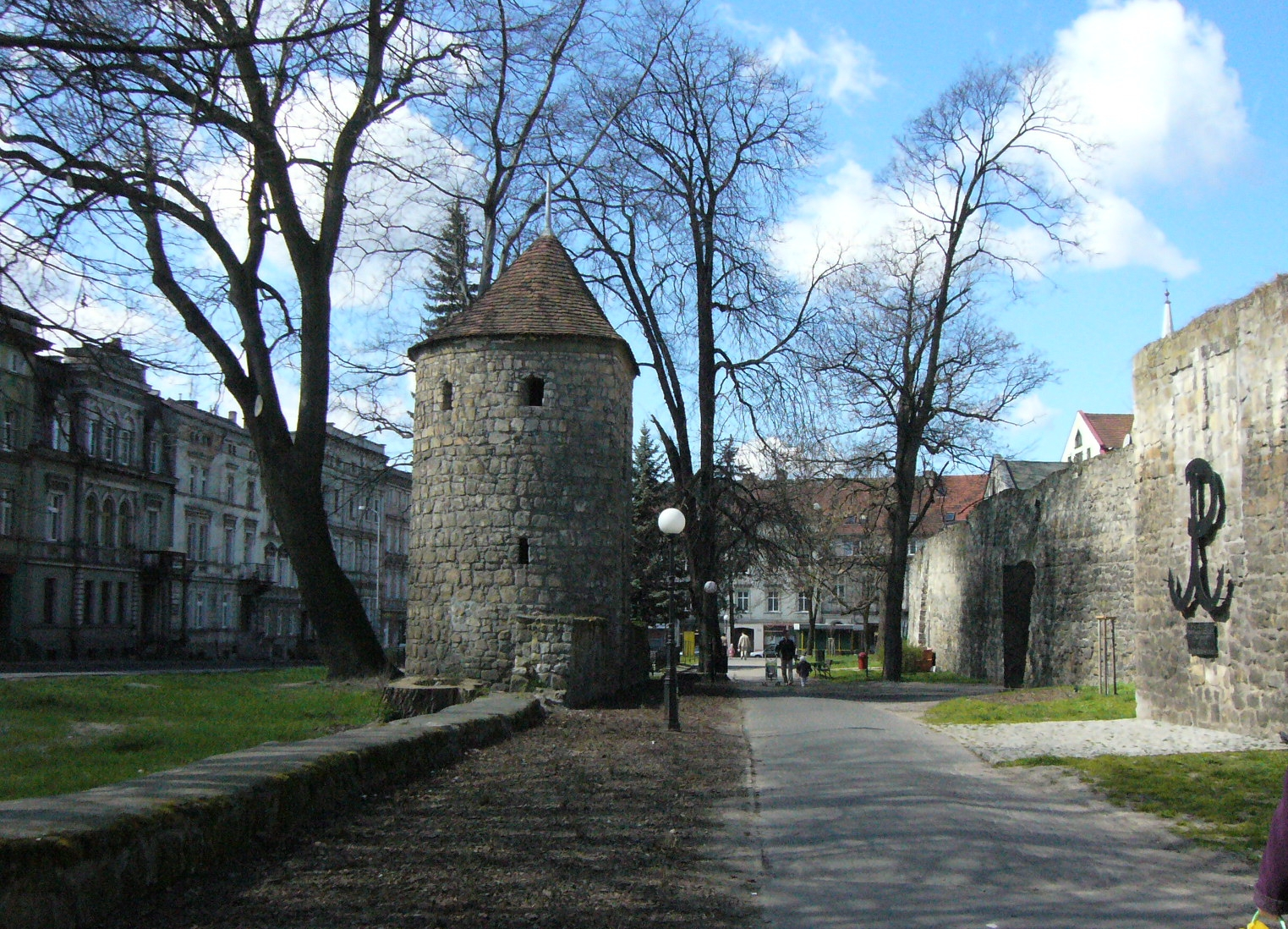
Средневековая башня и стены
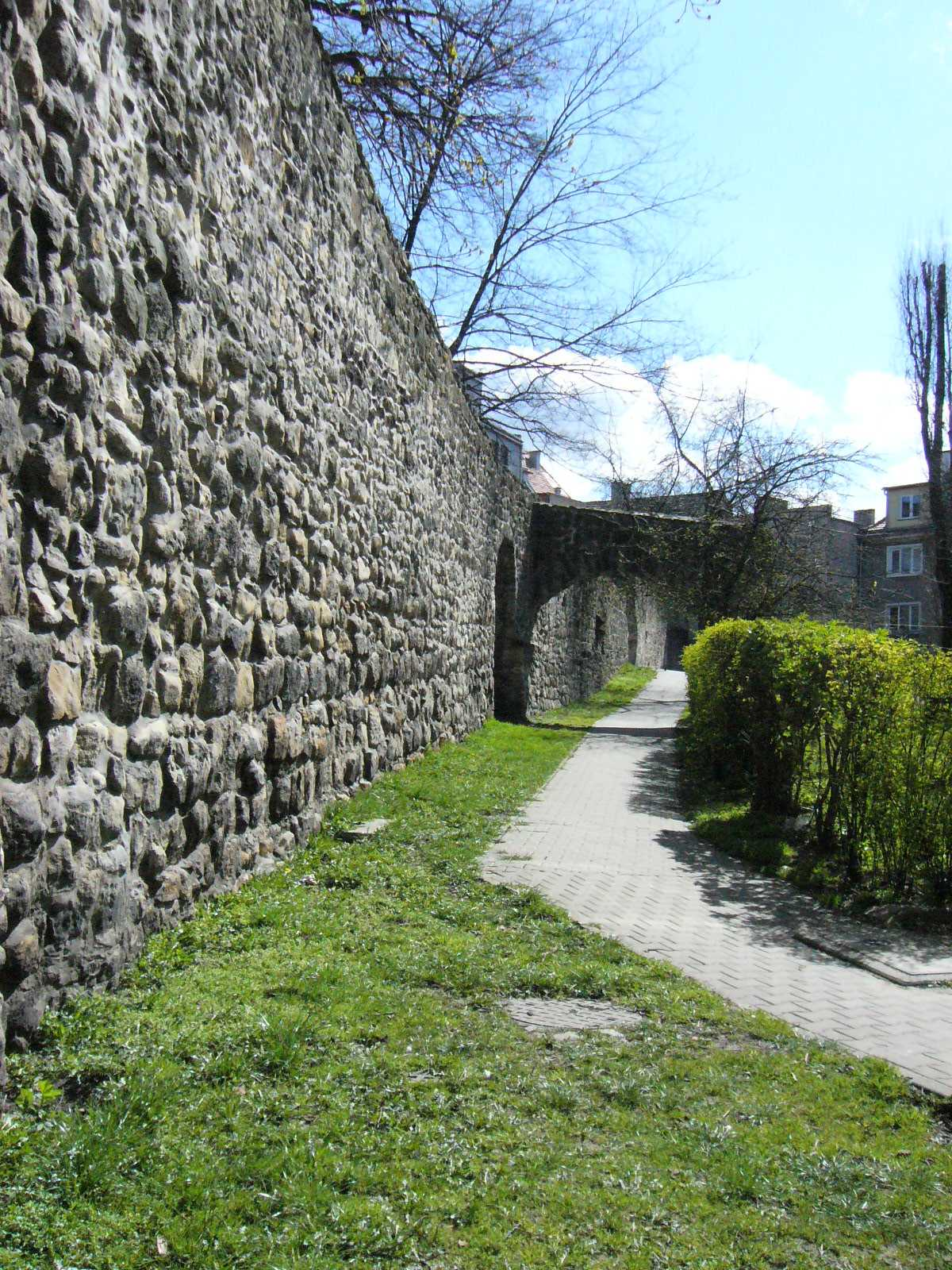
Фрагмент средневековой городской стены
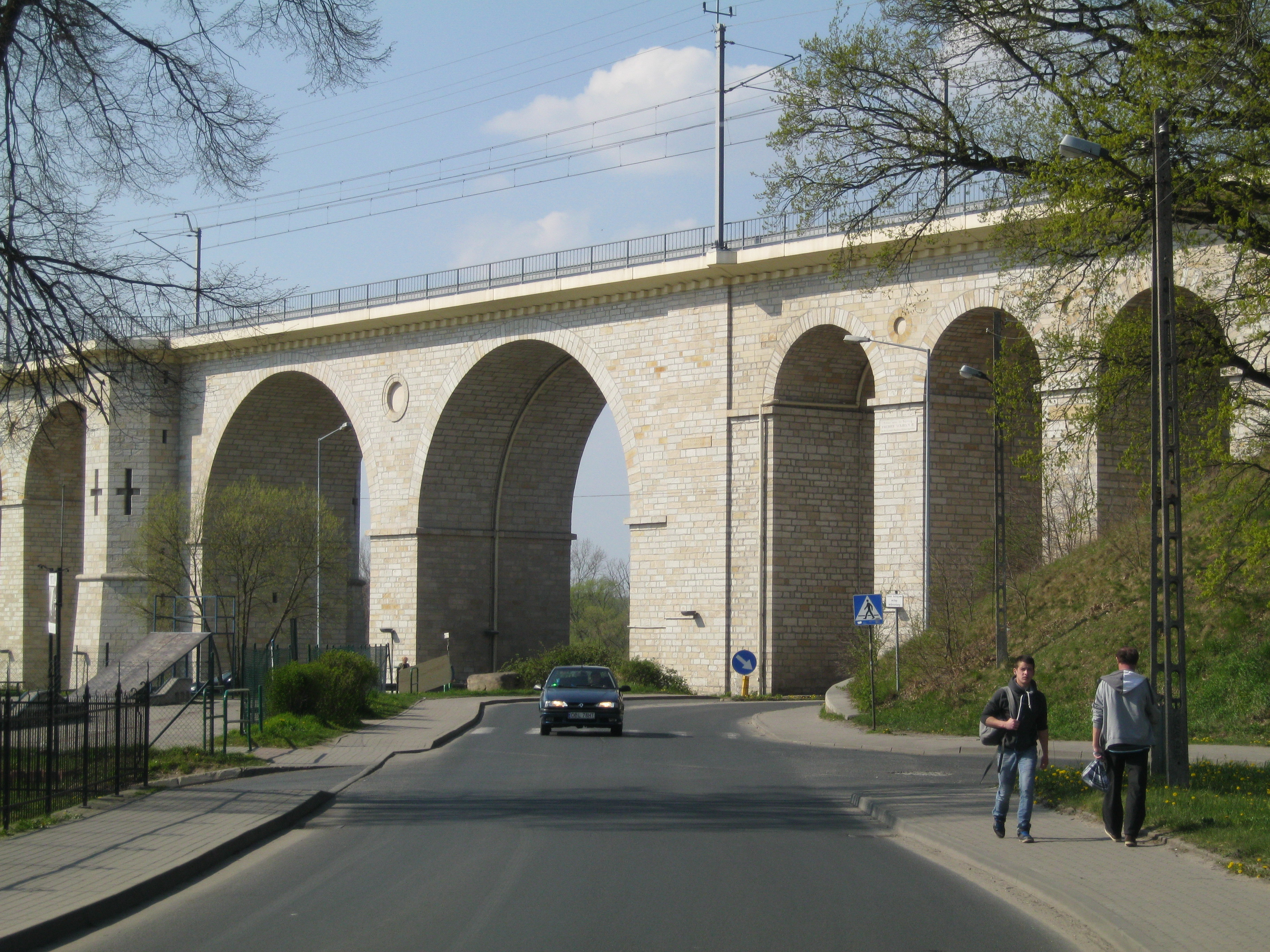
Железнодорожный виадук
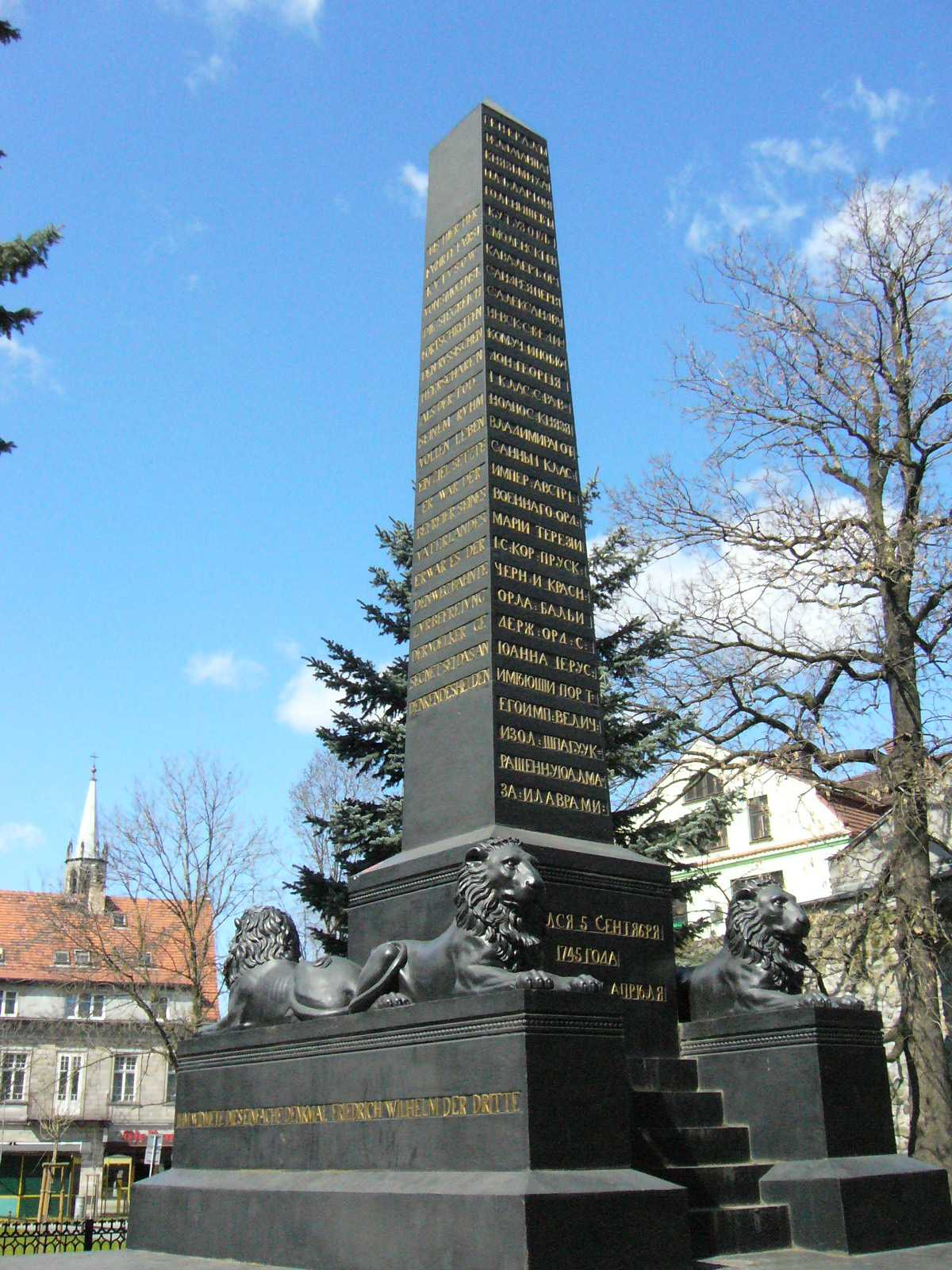
Памятник Кутузову